# Georges Gardeur-Lebrun
Georges Gardeur-Lebrun (1750-1817) est un ingénieur des Ponts-et-Chaussées français. Capitaine du génie lors de la guerre d'indépendance américaine, il fut Commandant d'un bataillon de volontaires à Paris sous la Révolution française.

## Biographie
Fils de Louis Gardeur-Lebrun, Georges Auguste Philippe Gardeur-Lebrun naît le 11 mai 1750, à Metz, chef-lieu des Trois-Évêchés. Attiré par l'aventure, le jeune Gardeur-Lebrun s'engage dans un régiment de Dragons. Comme son frère Charles Louis, il s'embarque pour l'Amérique, comme Capitaine du Génie, lors de la guerre d'indépendance américaine.
A son retour en France, Georges Gardeur-Lebrun fait carrière dans le corps des Ponts-et-Chaussées. En 1786, il est nommé « Inspecteur du Palais Royal ».
Georges Gardeur-Lebrun fait, comme « commandant de bataillon de Paris », les trois premières campagnes de la Révolution française. Gardeur-Lebrun est nommé chevalier de la Légion d'honneur le 8 août 1814. La même année, il prend sa retraite, en tant qu'« Ingénieur en chef », dans la Nièvre.
Georges Gardeur-Lebrun décéda à Nevers le 3 mars 1817.

## Distinctions
- Chevalier de la Légion d'honneur (1814).